# Лари Хагман
Лари Мартин Хагман (на английски: Larry Martin Hagman) (21 септември 1931 г. – 23 ноември 2012 г.) е американски актьор, най-известен с ролята си на безскрупулния бизнесмен Джей Ар Юинг в сериала „Далас“.